# سامسونگ اس‌سی‌اچ-یو۴۵۰

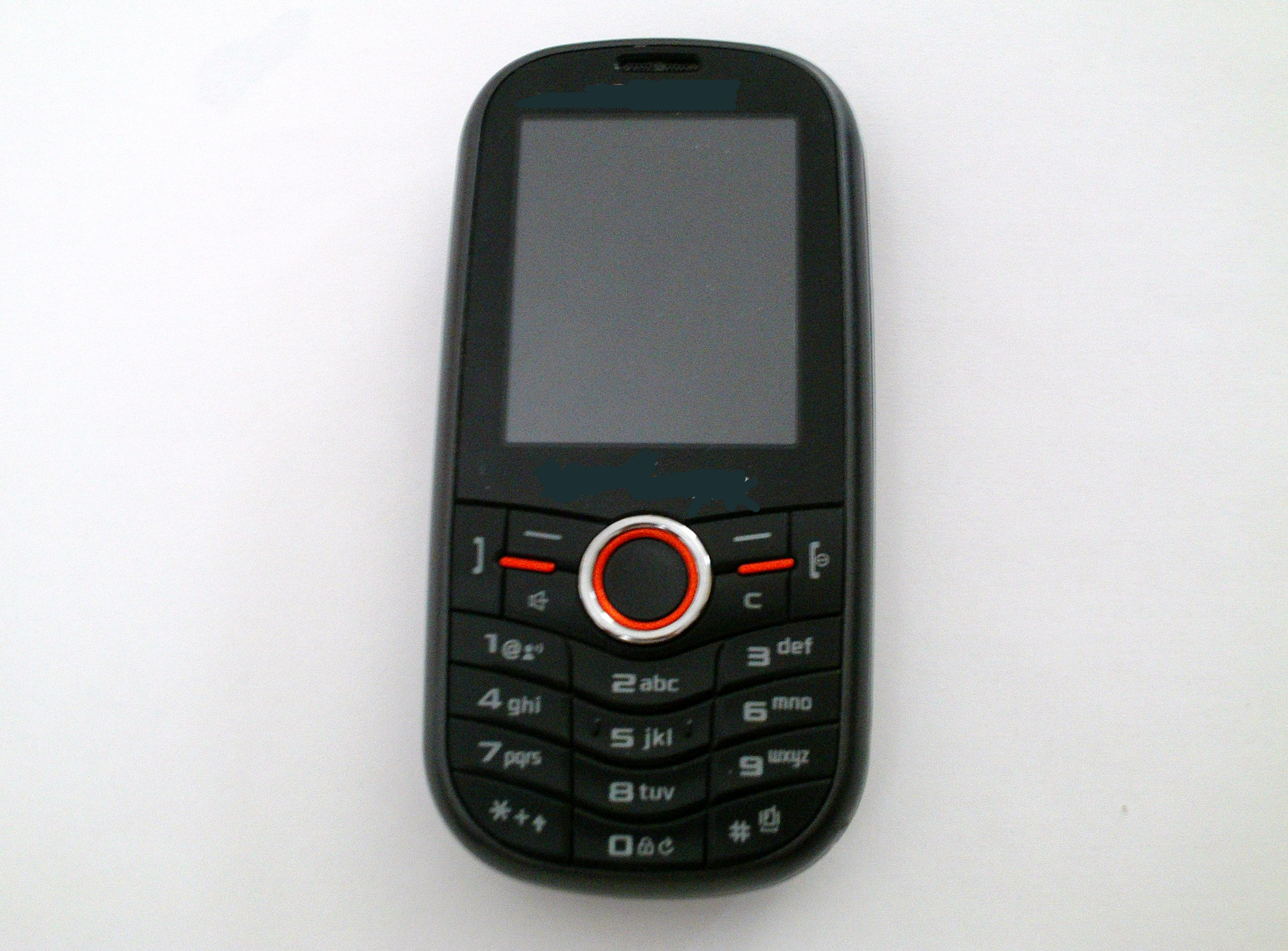
سامسونگ اس‌سی‌اچ-یو۴۵۰ یک‌نمونه از گوشی‌های تلفن همراه سری U شرکت سامسونگ می باشد که توسط همین شرکت به بازار عرضه شده‌است.
منابع

سامسونگ اس‌سی‌اچ-یو۴۵۰ یک‌نمونه از گوشی‌های تلفن همراه سری U شرکت سامسونگ می باشد که توسط همین شرکت به بازار عرضه شده‌است.